# Puig-reig
Puig-reig település Spanyolországban, Barcelona tartományban. Lakosainak száma 4489 fő (2024).

## Földrajza
Puig-reig Casserres, Olvan, Sagàs, Santa Maria de Merlès, Gaià, Navàs és Viver i Serrateix községekkel határos.

## Népesség
A település lakosságának változását az alábbi diagram mutatja:
| Lakosok száma | 158  | 1836 | 5957 | 6279 | 5084 | 4171 | 4403 | 4207 | 4178 | 4489 |
|               | 1717 | 1887 | 1936 | 1960 | 1986 | 2004 | 2009 | 2014 | 2019 | 2024 |